# Màrius Torres
Màrius Torres i Perenya (* 30. August 1910 in Lleida; † 29. Dezember 1942 in Sant Quirze Safaja) war ein katalanischer Lyriker.

## Leben

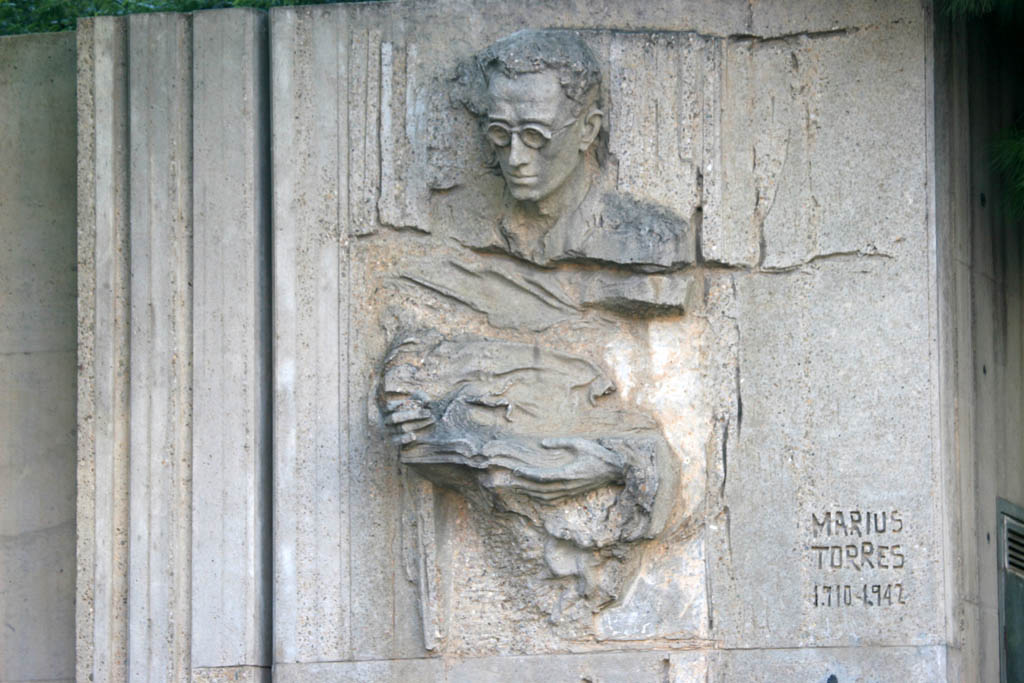
Denkmal für Màrius Torres in Lleida

Màrius Torres stammte aus einer bürgerlichen Familie in der Bezirkshauptstadt Lleida; der Vater war Abgeordneter im katalanischen Parlament. Er interessierte sich schon in frühen Jahren für Literatur und begann in der Schulzeit erste Stücke zu schreiben; auch während seines Medizinstudiums in Barcelona entstanden Gedichte und Beiträge für literarische und Kulturzeitschriften.
Ende 1935, kurz nach seiner Niederlassung als Arzt in Lleida, erkrankte er an Tuberkulose und kam in das Sanatorium Puigdolena bei Sant Quirze Safaja (Provinz Barcelona), das er bis zu seinem Tod nicht mehr verlassen sollte. Hier vertiefte er seine Beschäftigung mit Literatur und schrieb den größten Teil seines poetischen Œuvres. Er lernte Mercè Figueres kennen, eine Mitpatientin, der er die Gedichtfolge Cançons a Mahalta widmete, die zu seinen berühmtesten Werken gehören. Über ihre Schwester lernte er den Schriftsteller Joan Sales kennen, zu dem eine enge Freundschaft entstand; Sales besorgte posthum die erste (und lange Zeit einzige) Ausgabe seiner Gedichte. 
Màrius Torres wird als Postsymbolist bezeichnet; er reihte sich dezidiert nicht in die Strömungen der Moderne ein, sondern war ein eher kontemplativer Betrachter des Werdens und Vergehens, der seine eigene Vergänglichkeit deutlich spürte und thematisierte. Zugleich setzte er mit seiner Lyrik, die tradierte, überwiegend gereimte und metrisch gebundene Formen verwendet, einen Kontrapunkt zur trostlosen Wirklichkeit der Bürgerkriegszeit und des beginnenden Franquismus. 
Ende der 1960er Jahre wurde Màrius Torres von einer breiteren Leserschaft im katalanischsprachigen Raum wiederentdeckt und zählt hier seitdem zum tradierten Kanon. Nach ihm ist eine Schule in Lleida benannt (die seinerzeit von ihm besuchte) sowie ein Lyrikpreis und ein Lehrstuhl an der Universität Lleida (Càtedra Màrius Torres). Anlässlich des 100. Geburtstags von Màrius Torres richtete die Universität Lleida ein internationales Symposium aus, dem 2017 ein weiteres folgte. Von Torres’ Lyrik gibt es mittlerweile Übersetzungen ins Deutsche, Englische, Französische, Italienische, Portugiesische, Rumänische, Russische und Spanische.

## Werk
- Poesies. Hrsg. v. Joan Sales. Coyoacán (Mexiko): Quaderns de l’exili, 1947; mehrfach wiederaufgelegt.
- Poesies de Màrius Torres. Hrsg. v. Margarida Prats. Lleida: Pagès, 2010.
- Fünf Gedichte, ins Deutsche übertragen von Alexandra Bernhardt in der Zeitschrift Der Dackel. Blätter für Asphaltliteratur Nr. 1 (2016).[2]
- Poesies/Gedichte. Katalanisch/deutsch. Ausgewählt und übertragen von Àxel Sanjosé. Mit einem Vorwort von Margarida Prats Ripoll. Aachen: Rimbaud, 2019.